# 比安卡·罗西
比安卡·罗西（義大利語：Bianca Rossi，1954年5月2日—），意大利前女子篮球运动员。她曾代表意大利国家队参加1980年夏季奥林匹克运动会篮球比赛，结果获得第六名。